# Good Girl Jane
Good Girl Jane ist ein Filmdrama von Sarah Elizabeth Mintz, das im Juni 2022 beim Tribeca Film Festival seine Premiere feierte. Im September 2024 soll der Film in die US-Kinos kommen.

## Handlung
Jane ist neu auf der Highschool in Los Angeles. Sie leidet unter den Folgen der Scheidung ihrer Eltern vor kurzem. Als sie die Bekanntschaft mit dem charmanten Drogendealer Jamie macht und sich in ihn verliebt, ändert sich ihr Leben schnell zum Schlechten. 
Ihre Familie versucht sie aus dieser Welt zu holen, ist jedoch überfordert, weil Jane diese nur ungerne verlassen will.

## Produktion

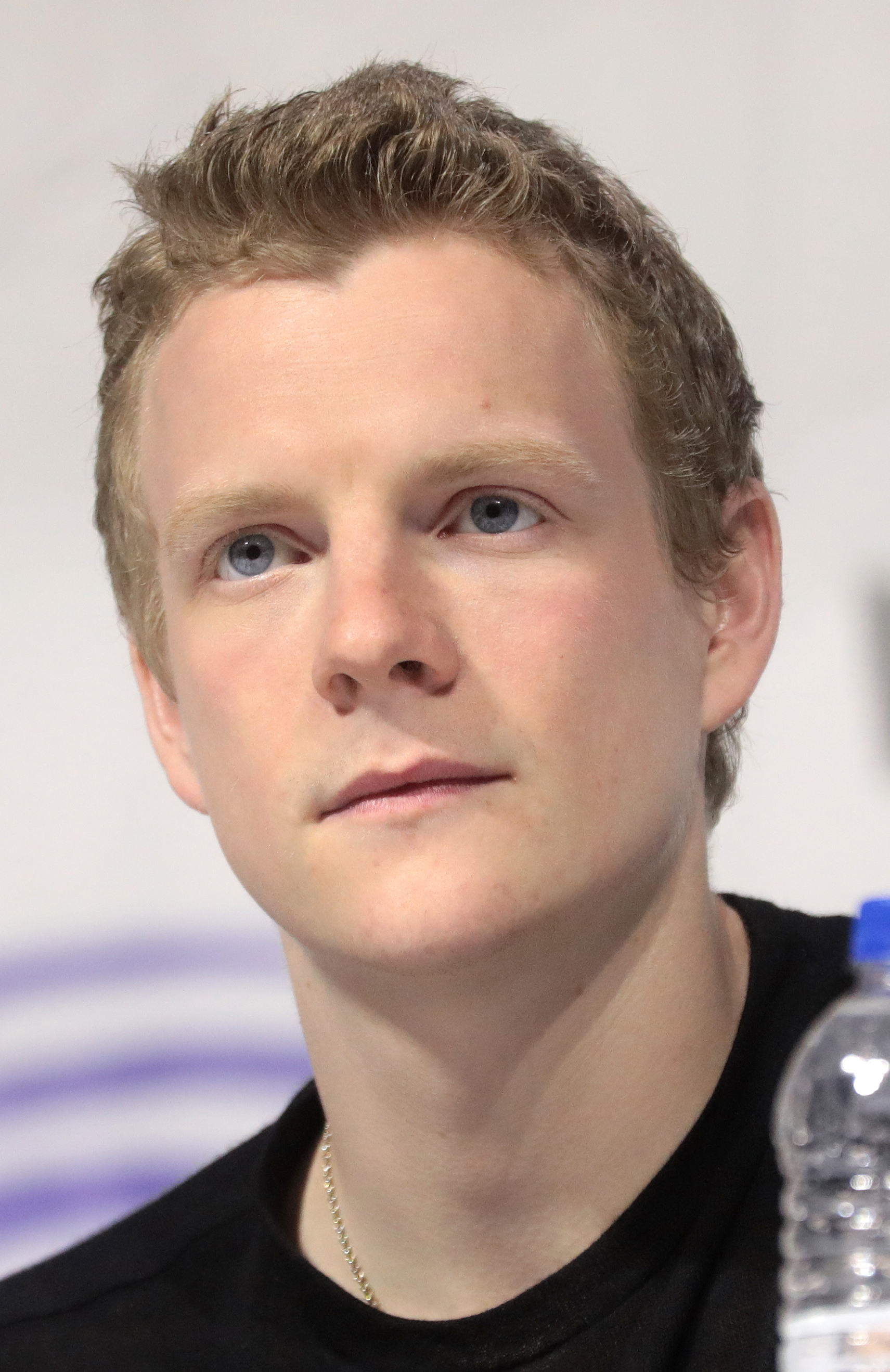
Der Ire Patrick Gibson spielt Jamie

Regie führte Sarah Elizabeth Mintz, die auch das Drehbuch schrieb. Es handelt sich um ihr Regiedebüt. Der Film ist von einer wahren Geschichte inspiriert.
Rain Spencer spielt in der Titelrolle Jane. Es handelt sich nach einem Engagement in dem Kurzfilm The Garden und Auftritten in zwei Folgen der Fernsehserie The Super Man  um ihre erste größere Filmrolle. Der irische Schauspieler Patrick Gibson ist in der Rolle von Jamie zu sehen.
Die Premiere erfolgte am 11. Juni 2022 beim Tribeca Film Festival. Am 10. September 2024 soll der Film in ausgewählte US-Kinos kommen.

## Rezeption

### Kritiken
Die Kritiken fielen gemischt aus.

### Auszeichnungen
Tribeca Film Festival 2022
- Auszeichnung als Bester Film im US Narrative Competition
- Auszeichnung als Beste Schauspielerin – US-Film (Rain Spencer)[3]